# 《小さな童話》大賞
《小さな童話》大賞（ちいさなどうわたいしょう）は、日本の文学賞。

## 沿革と概要
1983年に毎日新聞社によって創設され、同社が主催していた。イトーヨーカドーが協賛していた。東急観光が協力していた。童話を愛し、創作活動を行う人に作品発表の機会を提供し、顕彰するとともに、より多くの人々に優良な作品を紹介することで、児童文学のすそ野を広げるために創設された。母と子の心の結びつきを育むため、小さな手づくりの童話を募集し、優秀作品を表彰していた。規定枚数は、400字詰め原稿用紙10枚以内。未発表のオリジナル作品が募集されていた。
当初、応募資格は女性に限定されていたが、2003年からは性別を問わず応募できるようになった。大賞は1編が選ばれ、賞金100万円と副賞として東急観光提供のペアで行くヨーロッパ旅行が贈られていた。選者賞は4編が選ばれ、賞金10万円と副賞として東急観光提供の国内外旅行券が贈られていた。佳作は5編が選ばれ、イトーヨーカドー提供の商品券が贈られていた。奨励賞には、イトーヨーカドー提供の商品券が贈られていた。
2006年の第23回をもって終了した。 

## 主な受賞者
- 石井睦美 - 第3回大賞受賞。第14回朝日新人文学賞などを受賞した[7]。
- 江國香織 - 第4回大賞受賞。第130回直木賞などを受賞した[8]。
- 北川想子 - 第8回工藤直子賞受賞。歌集『シチュー鍋の天使』、童話『天使のジョン』を出版した[9]。
- 安東みきえ - 第11回大賞受賞。第11回椋鳩十児童文学賞などを受賞した[10]。
- 小森香折 - 第12回・第14回受賞。第5回ちゅうでん児童文学賞大賞などを受賞した[11]。
- 宮下すずか - 第21回大賞受賞。第19回椋鳩十児童文学賞を受賞した[12]。